# Paradise (Beyond單曲)
《Paradise c/w 冷雨没暫停》是香港搖滾樂隊Beyond發行的第四张日本單曲，是自黃家駒逝世後，Beyond三子首度在日本發行單曲，收錄於《二樓後座》日本版本。

## 曲目
1. Paradise(日本版)
2. 冷雨没暫停
3. Paradise(演奏版)